# 迈斯沃克

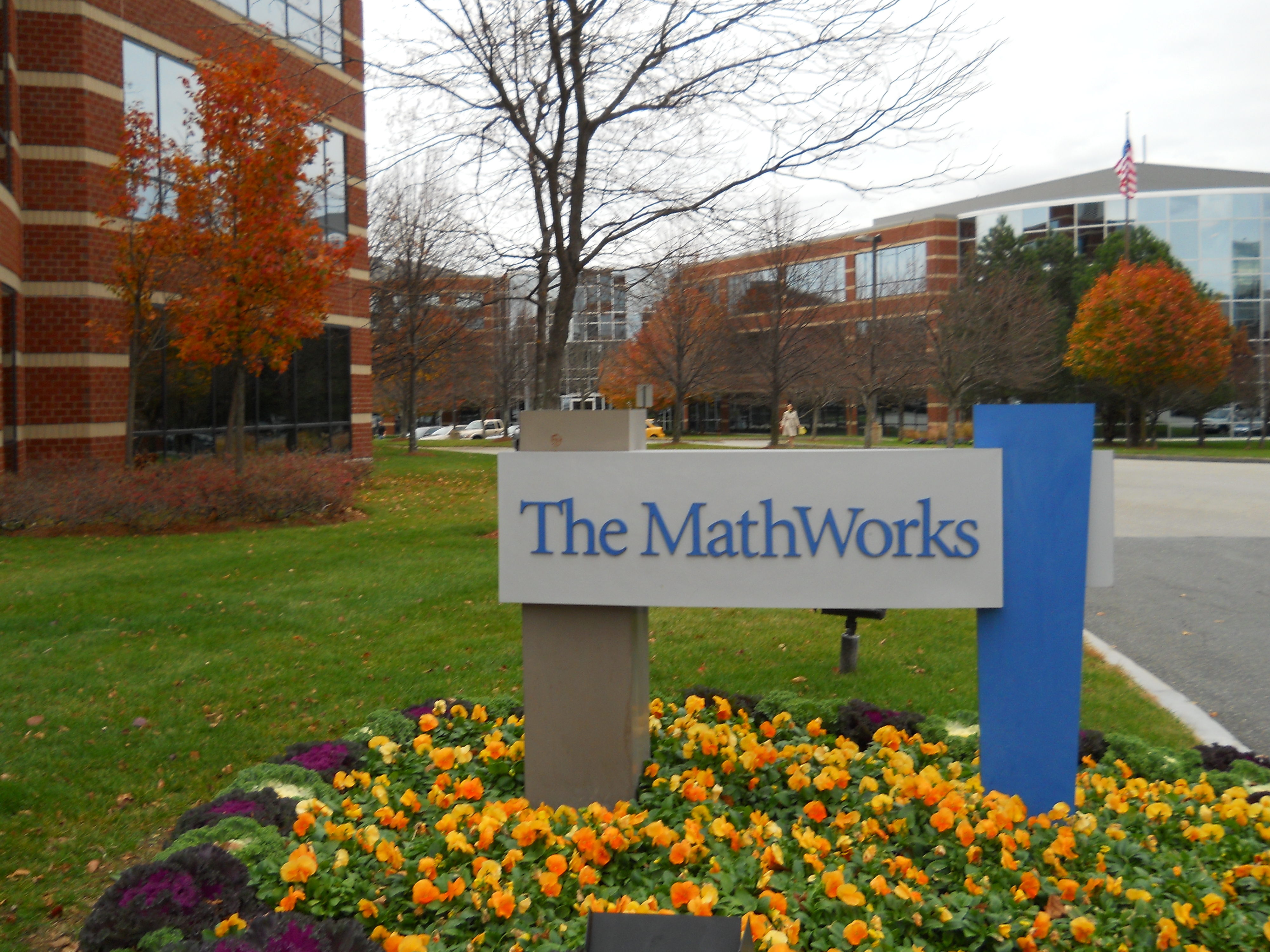
MathWorks公司總部

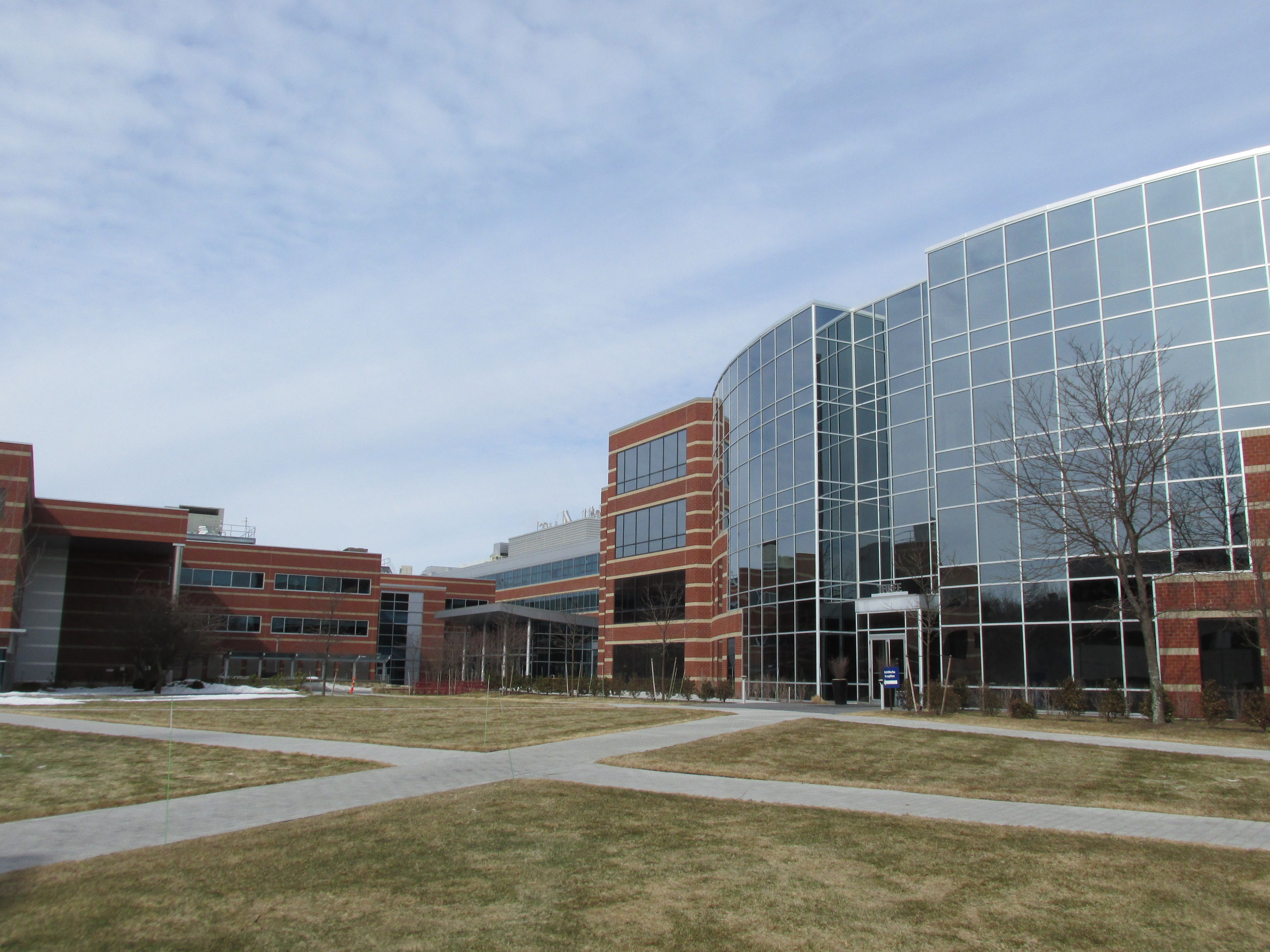
在內蒂克市公司總部

迈斯沃克（英語：The MathWorks），是美国一家开发技术性计算软件的中型公司，著名的产品有MATLAB和Simulink，使用对象主要为工业、政府和教育行业的工程师和科学家。The MathWorks总部位于美國马萨诸塞州内蒂克市，中国分公司成立于2007年，位于北京市海淀区科学院南路2号。

## 外部連結
- 官方網站 （页面存档备份，存于）
  - 中国官方網站 （页面存档备份，存于）

42°18′01″N 71°21′01″W / 42.30025°N 71.35039°W